# Lee Batchelor

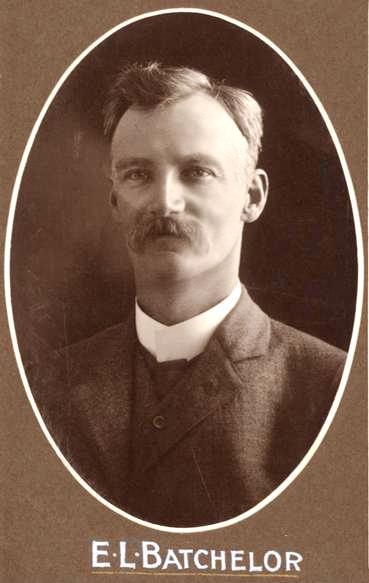
Lee Batchelor

Edgerton Lee Batchelor (* 10. April 1865 in Adelaide, South Australia; † 8. Oktober 1911 in Warburton, Victoria) war ein australischer Politiker und sowohl Außenminister als auch Innenminister des Landes.

## Frühes Leben
Batchelor wurde in Adelaide geboren und nach dem Tod seines Vaters, der als Photograph arbeitete, zusammen mit seinen beiden Brüdern zusammen von seiner Mutter alleine aufgezogen. Er ging auf die North Adelaide Model School und war im Alter von zwölf Jahren bereits Schüler-Lehrer. Er arbeitete an der North Adelaide Church of Christ Secondary School, aber mit 17 wurde er ein talentierter Maschinenbauer.

## Als Gewerkschafter
Batchelor wurde bald in der Labour-Bewegung aktiv und trat in die Amalgamated Society of Engineers (Adelaide) im Jahr 1882 ein, deren Präsident er von 1889 bis 1898 viermal war. Zudem war er Präsident der Railway Service Mutual Association. Er wurde 1892 zum Schatzmeister des United Trades and Labour Council of South Australia gewählt und war 1893 deren Sekretär. Im Jahr 1890 heiratete er Rosina Mooney. he married Rosina Mooney. Er war 1891 Gründungsmitglied der United Labor Party (ULP). Er war Parteisekretär von 1892 bis 1896 und war deren Präsident 1898.

## Politische Karriere
Batchelor war zur Wahl des South Australian House of Assembly nominiert durch die ULP im Jahr 1893. Er wurde das erste Labour-Mitglied, das einen Parlamentssitz in South Australia erhielt. Batchelor leitete die ULP im Parliament of South Australia von 1897 bis 1899.
Von 1899 bis 1901 war Batchelor Minister für Bildung und Landwirtschaft in der zweiten Amtszeit von Frederick Holder. Im Jahr 1901 trat er aus dem südaustralischen Parlament zurück und trat zur Wahl ins australische Parlament an. Zusammen mit Holder wurde er in das australische Repräsentantenhaus als einer von sieben Abgeordneten von South Australia gewählt. Er war das einzige Mitglied der Labor Party aus South Australia. Batchelor gab seinen Sitz bei den Wahlen 1903 freiwillig an einen seiner Abgeordneten ab und trat zur Wahl um einen Sitz für die Division of Boothby an. Dieses selbstlose Verhalten belohnten die Wähler mit seiner Wahl.
In der Regierung von Chris Watson wurde Batchelor Innenminister. Von 1908 bis 1909 und von 1910 bis 1911, war Batchelor Außenminister Australiens unter der Regierung von Andrew Fisher. Batchelor besuchte mit Fisher zusammen 1911 die Reichskonferenz, wo es um außenpolitische Angelegenheiten innerhalb des Commonwealth ging.
Als das Northern Territory im Januar 1911 unter Aufsicht des Commonwealth gestellt wurde, erhielt Batchelor als erster Minister die Aufgabe, die Verwaltung der Region zu übernehmen. In dieser Zeit arbeitete er an der Schaffung von Reservaten für die dort ansässigen Aborigines.
Batchelor starb überraschend an einem Herzinfarkt beim Besteigen des Mount Donna Buang nahe Warburton in Victoria. Kurz nach seinem Tod wurde ihm zu Ehren als Minister des Northern Territory eine dort gelegene Stadt nach ihm Batchelor genannt (1912). Die Stadt liegt 98 km südlich von Darwin.